# بردآسیاب
{{جعبه اطلاعات روستای ایران
|
نام‌رسمی=جمهوری فدرال بردآسیاب.
به انگلیسی( Repablic federal Bardasiab)
به بختیاری( joomhoori federal bard asiyöv )
|جمعیت= ۴۱ نفر
|رشدجمعیت=50
|تراکم‌جمعیت=90
|زبان=بختیاری
|مذهب=شیعه
|مساحت=1000هکتار
|ارتفاع= 2633متر
تولید ناخالص ملی:۹۰میلیارد ریال
قدرت برابری خرید:۸۴۰میلیون ریال
آبها:۱.۵٪
نوع حکومت:پارلمان ایالتی
تصویر ماهواره ای:
|میانگین‌دما=13درجه سانتی گراد
|شمارروزهای‌یخبندان=70روز
جمله‌خوشامد= به بردآسیاب خوش آمدید
(be  bard asiyöv khosh óveydin)
```
            
بردآسیاب
```

ایلات بردآسیاب تشکیل شده از دو حزب اصلی و یک حزب تشکیلاتی به‌وجود آمده است.حزب حاکمیت شمال و حزب حاکمیت جنوب و حزب حاکمیت ایلات.دین رسمی اسلام و زبان حاکم بختیاری می‌باشد.
نمونه ای از زبان بختیاری:
مساحت بردآسیاب 1000هکتار یا به عبارتی 10کیاومتر مربع میشود که بخش عمده ای از این مساحت به پوشش گیاهی و مراتع اختصاص داده میشود.
سد بردآسیاب(سنگی_بتنی)یکی از سد های کوچک فریدونشهر است که مخزن آن 50000مترمکعب گنجایش دارد.البته مشکل بسیار بزرگی که وجود دارد تمام شدن ذخیره آب سد در میانه خرداد است که با توجه به اقلیم روستا که گرم و خشک میباشد یک مشکل به حساب می آید.
تقسیم بندی روستا از واحد های ساختاری کوچک به نام دره یا به بختیاری لا میباشد.دره سرد،لاروزعلی،دره باریک،لامصطفی،برآفتوگپه،هشت سلیمون،دره زیر و کهریز نمونه هایی از این تقسیم بندی هاست.
پایه اقتصاد بردآسیاب دامداری و کشاورزی است.
به‌طور تقریبی 100هکتار از مساحت روستا زیر سطح کشت رفته است و مابقی مراتع هستند.
از میان بزرگان این روستا میتوان به حاج فتاح رحیمی،شهباز شهبازی و... اشاره کرد.
روابط دیپلماتیک بردآسیاب با دیگر روستا ها چندان جالب نیست به‌طوریکه با صحرای نهضت آباد،سرداب سفلی و شاه نشین بر سرمناقشه است.
روستای بردآسیاب در جنوب سیبک، جنوب غربی نهضت آباد،جنوب شرقی سرداب سفلی،شمال شرق شاه نشین و دره تاج الدین و شمال میدانک است.
دره تاج الدین روستایی است که در روستای بردآسیاب
شکل گرفته.
تنها راه ترانزیتی جنوب غربی استان اصفهان از میان روستا میگذرد و استان اصفهان را به شهرهای دیگر وصل میکند.
از لحاظ گردشگری میتوان به چشمه ها و رودخانه دره زیر اشاره کرد.

## جمعیت
این روستا در دهستان چشمه لنگان قرار دارد و براساس سرشماری مرکز آمار ایران در سال ۱۳۸۵، جمعیت آن ۴۱ نفر (۱۰خانوار) بوده‌است.